# Snickers

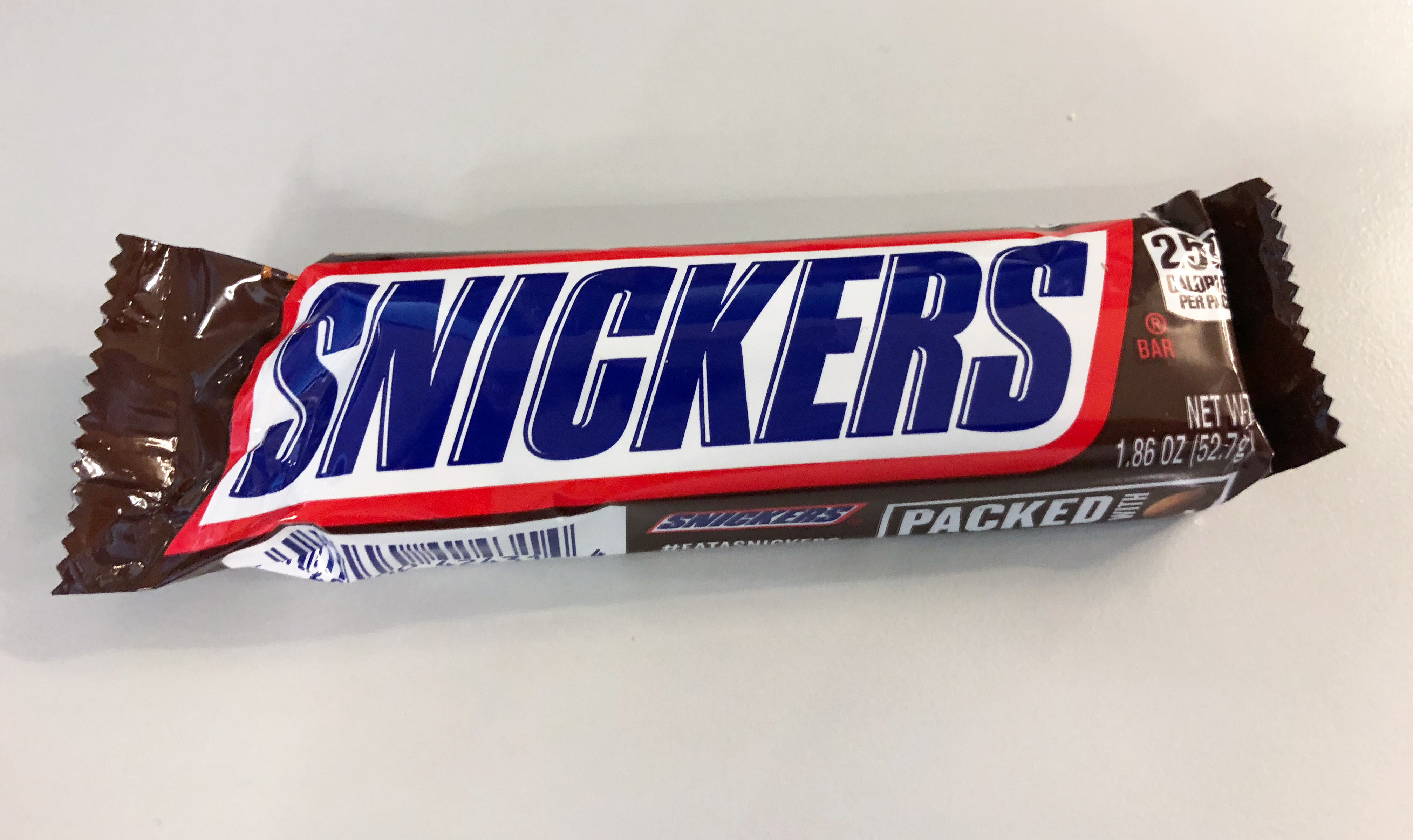
Baton Snickers

Snickers – baton z nugatem, orzeszkami ziemnymi w karmelu i czekoladzie produkowany przez Mars. Stworzył go Franklin Clarence Mars w 1930 roku. Został nazwany w ten sposób na cześć ulubionego konia rodziny Mars w tamtym okresie, który zmarł na dwa miesiące przed premierą batonika.
Wprowadzenie na rynek Snickersa wywołało wiele kontrowersji ze względu na cenę, jaka została ustalona. W tym czasie większość słodyczy sprzedawano za 5 centów, natomiast Snickersa oferowano po 20 centów za sztukę, co uważano za absurdalnie wysoką cenę. Z biegiem czasu Snickers stał się tak popularny, że sprzedawany był w różnych wersjach. Do linii produktów Snickers dodano m.in. Snickers minis, wersję z gorzkiej czekolady, produkty lodowe, a nawet batony proteinowe. Wielka Brytania, w Manifeście na rzecz żywności i zdrowia z 2004 r., wymagała zmniejszenia rozmiarów batoników. Oryginalne batony ważyły tam 62,5 g. W związku z nowymi regulacjami waga została zredukowana do 58 g. W USA waga od dłuższego czasu utrzymuje się na stałym poziomie 52,7 g, natomiast australijskie wersje batonika ważyły pierwotnie 53 g, a po przeniesieniu produkcji do Chin w 2010 roku waga została zmniejszona do 50 gramów. Do 1990 roku baton był sprzedawany w Wielkiej Brytanii i Irlandii pod nazwą Marathon.

## Opakowanie
Projekt opakowania Snickersa niewiele się zmienił w ciągu ostatnich 40 lat. Batonik był prawie zawsze sprzedawany w wąskich, gładkich opakowaniach, które są koloru brązowego. Zmiany tego schematu kolorów pojawiają się w przypadku innych linii produktu, np. Snickers White. Kiedy batonik był sprzedawany w Wielkiej Brytanii pod nazwą Marathon, opakowania wyglądały tak samo jak amerykański Snickers.

## Farma Milky Way
Historia Snickersa rozpoczyna się w 1930 roku, ale jej podwaliny pojawiły się w 1911 roku, kiedy Frank i Ethel Mars założyli fabrykę słodyczy. Dzięki wprowadzeniu i rynkowego sukcesu batonika o nazwie Mar-O-Bar Company, znanego do dzisiaj jako Milky Way, para mogła zakupić ogromną, liczącą 3000 akrów, farmę koni w Tennessee, którą nazwali Farmą Milky Way.